# بيتسي ليفين
بيتسي ليفين (بالإنجليزية: Betsy Lewin)‏ هي كاتِبة وكاتبة للأطفال أمريكية، ولدت في 9 سبتمبر 1951 في كليرفيلد في الولايات المتحدة.

## وصلات خارجية
- الموقع الرسمي